# Malacopteron palawanense
Malacopteron palawanense là một loài chim trong họ Pellorneidae.